# Manuel Mejía Vallejo
Manuel Mejía Vallejo, né le 23 avril 1923 à Jericó (Antioquia, Colombie) et mort le 23 juillet 1998 à El Retiro (Antioquia, Colombie), est un écrivain colombien.

## Biographie
Après avoir étudié la peinture et la sculpture à Medellín, Manuel Mejía Vallejo suit une carrière de journaliste tout en entamant, en parallèle, une vie d'écrivain ponctuée notamment par la création d'un groupe d'écrivains colombiens (grupo La Tertulia) et la rédaction d'une œuvre foisonnante et marquée par ses racines andines. 
La Violencia déclenchée en 1948 le contraint à l'exil, il vit au Venezuela, au Guatemala, en Honduras, au Salvador et revient en Colombie en 1957.

## Œuvre

### Romans
- La Tierra éramos nosotros (1945)
- Al pie de la ciudad (1958)
- El día señalado (1964) ; Les éperons d'argent, Ed. Caribéennes,1986.
- Aire de Tango (1973)
- Las muertes ajenas (1979)
- Tarde de verano (1981)
- Y el mundo sigue andando (1984)
- La sombra de tu paso (1987)
- La casa de las dos palmas (1988)
- Los abuelos de la cara blanca (1991)

### Poésie
- Prácticas para el olvido (1977).
- El viento lo dijo (1981)
- Memoria del olvido (1990)
- Soledumbres (1990)